# 誠、會計師團隊
誠、會計師團隊（英文：Hearts of Accountants）是一個曾參與2016年香港選舉委員會界別分組選舉的選舉團隊，為民主300+的成員之一，於2016年11月10日成立。

## 政治意識
他們反對梁振英連任行政長官，並堅持一國兩制方針，爭取真普選。
此外，他們認為下任政府不應與以時任行政長官梁振英為主導的時任政府走同一條路線，並重視下任政府的管治團隊之組成。

## 2016年香港選舉委員會界別分組選舉
2016年，誠、會計師團隊共派出4人參選是次選舉，結果4人全部當選。

### 2017年香港行政長官選舉的提名意向
2017年2月14日，正值2017年香港行政長官的提名期的首天，該團隊中有3人提名曾俊華，而另外一人則提名胡國興。
但於2017年2月23日，葉劉淑儀指，誠、會計師團隊成員何駿雄願意提名給她，令提名意向有所改動。
2017年2月27日，曾俊華提交160張提名票，當中誠、會計師團隊成員譚香文、王鳳儀的提名票獲選舉主任裁定為有效。

## 軼聞

### 出席D100電台節目訪問
2016年，誠、會計師團隊成員曾接受D100節目《左右大局》的訪問。

### 先後與胡國興及葉劉淑儀會面
2016年12月31日，誠、會計師團隊及獨立的民主派會計界選委與胡國興會面。會面後，胡國興指出與會的選委將會與泛民主派商量，希望爭取足夠的提名票，令其可以成為2017年香港行政長官選舉的候選人。
後來該團隊又與葉劉淑儀會面，討論有關香港政治發展的意見。

### 參與撤銷議員宣誓案的聯署
2016年，香港政府入稟高等法院，要求撤銷劉小麗、姚松炎、羅冠聰及梁國雄四名時任立法會議員的議員資格。
後來香港眾志發起聯署，要求高等法院撤回上述的司法覆核案件，當中誠、會計師團隊亦有參與。

### 譚香文被入稟追討服務費
2016年11月，譚香文成立誠、會計師團隊，並聘用一間公關公司以協助選舉工程；但後來又因不滿該公司的服務而拒絕繳交「尾數」。
2017年5月，該公關公司正式入稟小額錢債審裁處，要求譚香文償還一筆4.4萬港元的服務費「尾數」。案件將於2017年8月24日作審前覆核，並於同年9月12及13日進行審訊。單是譚香文一方，將會出庭作證的人數已有5人。

## 參閱
- 民主300+
- 2016年香港選舉委員會界別分組選舉

## 外部連結
- 誠、會計師團隊的Facebook專頁